# ماثيو أودونيل
ماثيو أودونيل (بالإنجليزية: Matthew O'Donnell)‏ هو فيلسوف أيرلندي، ولد في 1932، وتوفي في 1996.